# Stretchia inferior
Stretchia inferior là một loài bướm đêm trong họ Noctuidae.